# Glyptothorax telchitta
Glyptothorax telchitta és una espècie de peix de la família dels sisòrids i de l'ordre dels siluriformes.

## Morfologia
Els mascles poden assolir els 10 cm de llargària total.

## Distribució geogràfica
Es troba al Pakistan, l'Índia, Bangladesh i Nepal, incloent-hi el riu Ganges.